# Jacqui Safra
Jacqui (Jacob) Eli Safra é um milionário membro da família de banqueiros judia helvético-libanesa dos Safra. É filho de Elie Safra e Yvette Dabbah Safra e tem três irmãs: Diane, Stella e Patricia. Dentre seus investimentos contam-se a Encyclopædia Britannica, a Merriam-Webster e os vinhedos de Spring Moutain, em Santa Helena, na Califórnia. É sobrinho do famoso banqueiro libanês-brasileiro, Edmond Safra, que morreu em um incêndio misterioso em 1999.
Sob o pseudônimo de J. E. Beaucaire' (nome tomado de personagem interpretado por Bob Hope no filme Monsieur Beaucaire), Safra apareceu em papéis secundários em três filmes, e produziu outros de Woody Allen.

## Cinema
Além dos filmes onde atuou, Safra financiou oito filmes de Woody Allen, para tanto constituindo uma companhia produtora, a Sweetland Films, junto com sua então namorada Jean Doumanian, que era uma grande amiga de Allen.
Em maio de 2001, entretanto, Allen ingressou com um processo contra ambos, exigindo pagamento de 12 milhões de dólares e mais interesses de titularidade, alegando que não tivera informações financeiras precisas, ação esta que não foi acolhida. Procedeu a uma nova tentativa judicial no ano seguinte, e que foi considerado uma espécie de piada forense nos anais norte-americanos: o testemunho de Allen junto à Corte Suprema de Manhattan foi permeado de evasivas e frases interrompidas, que a juíza Ira Gammerman cansou-se de suas respostas vagas. O depoimento de Safra ocorrera no dia seguinte, e resultou em igual frustração à magistrada - respondendo sempre de modo vago e relutante a várias perguntas que, em dado momento, a juíza desabafou: "Não imaginei que houvesse uma testemunha que fizesse o senhor Allen parecer claro. Esta testemunha existe!". Em meio às questões acabou admitindo que colocara as despesas de deslocamento por avião de Allen como parte do seu pagamento, sem o conhecimento deste. As partes, então, pediram o segredo de justiça durante os procedimentos.

### Actor
- Oxen (1991) - Shop Owner
- Radio Days (1987) - Diction Student
- Stardust Memories (1980) - Sam

### Produtor Executivo
- Small Time Crooks (2000)
- Just Looking (1999)
- Women Talking Dirty (1999)
- Sweet and Lowdown (1999)
- Celebrity (1998)
- Into My Heart (1998)
- The Spanish Prisoner (1997)
- Deconstructing Harry (1997)
- Wild Man Blues (1997)
- Everyone Says I Love You (1996)
- Mighty Aphrodite (1995)
- Don't Drink the Water (1994) (TV)
- Bullets Over Broadway (1994)
- Oxen (1991)